# Melasina autadelpha
Melasina autadelpha är en fjärilsart som beskrevs av Edward Meyrick 1905. Melasina autadelpha ingår i släktet Melasina och familjen säckspinnare. Inga underarter finns listade i Catalogue of Life.